# Christian Saba
Christian Saba (ur. 29 grudnia 1978 w Akrze) jest ghańskim piłkarzem. Przez większość kariery związany z Bayernem Monachium, gdzie grał prawie cały czas w rezerwach klubu, z nielicznymi powołaniami do pierwszego składu.

## Osiągnięcia zawodnika
- 23 mecze w reprezentacjach juniorskich Ghany
- Mistrzostwo Świata U17 w 1995 roku w Ekwadorze
- z olimpijską reprezentacją Ghany osiągnął ćwierćfinał (przegrany z Brazylią) na Igrzyskach Olimpijskich w roku 1996 w Atlancie
- jeden mecz w I Bundeslidze - w maju 1999, przy zwycięstwie 6:1 Herthy nad Hamburgiem, gdzie wszedł na boisko w 80 minucie jako napastnik (chociaż zazwyczaj jest środkowym obrońcą). Hertha zdobyła wtedy 3. miejsce na zakończenie sezonu
- w III lidze niemieckiej wystąpił w 183 meczach, w których zdobył 5 goli